# Różańsko (gmina)
Różańsko – dawna gmina wiejska istniejąca w latach 1945–1954 i 1973–1976 w woj. szczecińskim, a następnie w woj. gorzowskim (dzisiejsze woj. zachodniopomorskie). Siedzibą władz gminy było Różańsko.
Gmina Różańsko powstała po II wojnie światowej na terenie tzw. Ziem Odzyskanych (tzw. III okręg administracyjny – Pomorze Zachodnie). 28 czerwca 1946 gmina – jako jednostka administracyjna powiatu myśliborskiego – weszła w skład nowo utworzonego woj. szczecińskiego.
Według stanu z 1 lipca 1952 gmina składała się z 8 gromad: Buszów, Dolsk, Dyszno, Gryżyno, Mystki, Ostrowiec, Pszczelnik i Różańsko. Gmina została zniesiona 29 września 1954 wraz z reformą wprowadzającą gromady w miejsce gmin.
Jednostkę reaktywowano 1 stycznia 1973 w tymże powiecie i województwie. 1 czerwca 1975 gmina weszła w skład nowo utworzonego woj. gorzowskiego.
15 stycznia 1976 roku gmina została zniesiona, a jej obszar włączony do gmin:
- Dębno (obszary sołectw: Dolsk, Dyszno, Ostrowiec, Różańsko i Wieś Krężelin),
- Lubiszyn (obszar sołectwa Buszów),
- Myślibórz (obszary sołectwa Pszczelnik i wsi Chłopowo).